# Aquaculture biologique
L’aquaculture biologique est la forme de production aquacole qui répond à un cahier des charges imposant certains critères de production dite « biologique ».
Il s'agit en quelque sorte de l'équivalent aquacole de l'agriculture biologique.

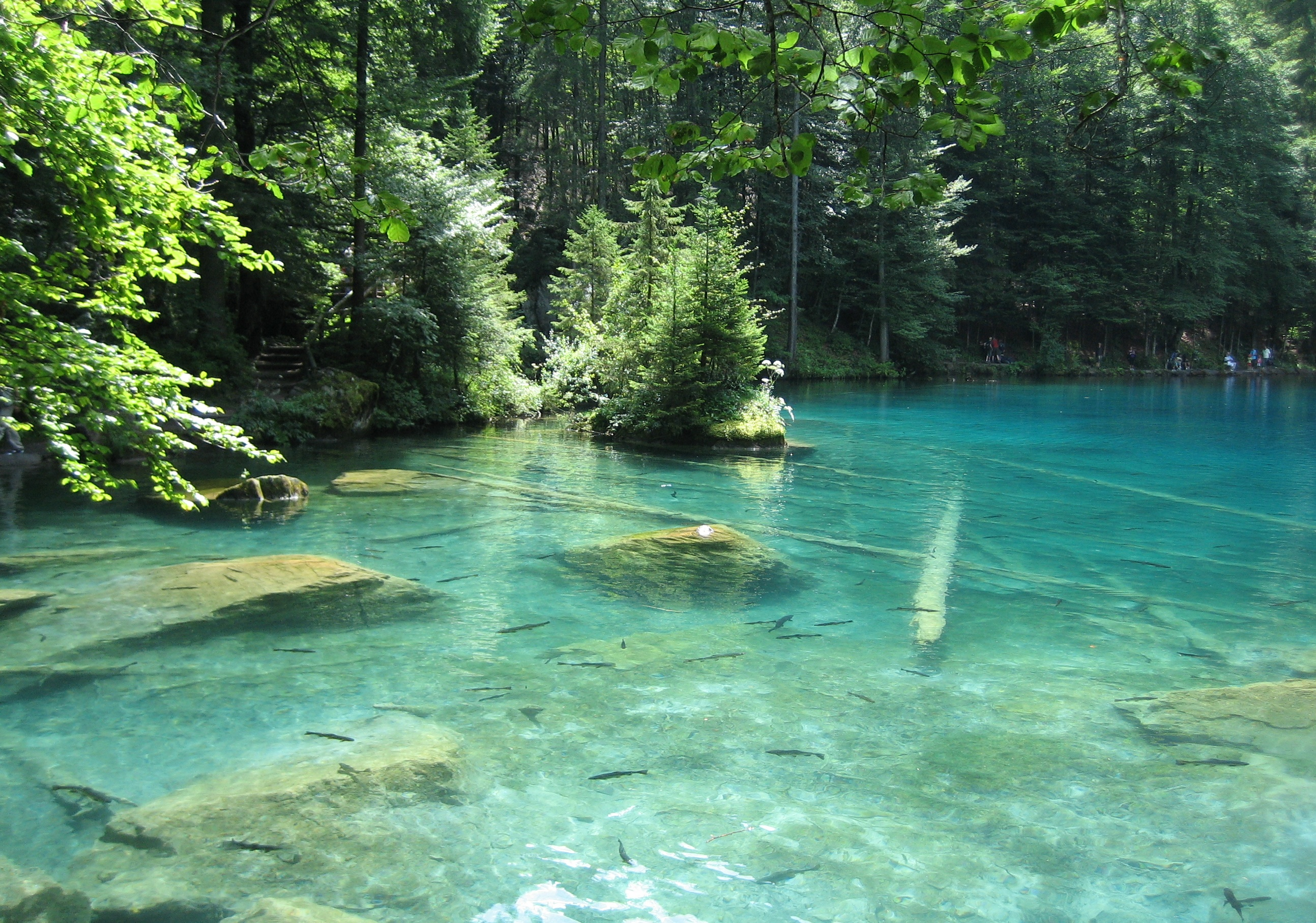
Élevage biologique extensif de truites dans le Blausee (canton de Berne).

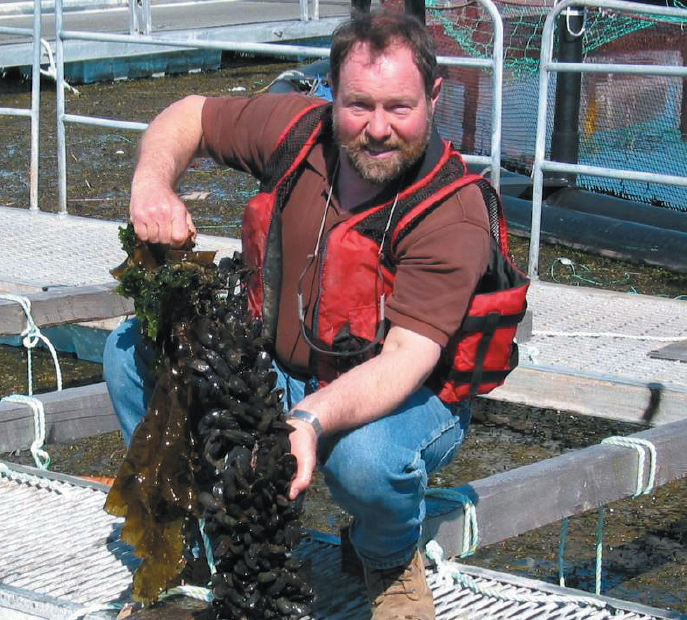
Pour éviter les risques sanitaires posés par la monoculture, la polyculture est recherchée en aquaculture biologique ou dans d'autres formes d'aquaculture (Integrated Multi-trophic Aquaculture),
ici en baie de Fundy, un aquaculteur produit à la fois des saumons, des algues qui produisent de l'oxygène et absorbent une partie des déchets produits par les poissons et des moules qui peuvent stocker des métaux lourds dans leur coquille et notamment se nourrir des restes de nourriture en suspension non consommés par les poissons, tout en filtrant très activement l'eau de mer. Cette approche présente des similitudes avec le système « polyculture-élevage » promu par l'agriculture bio sur terre.

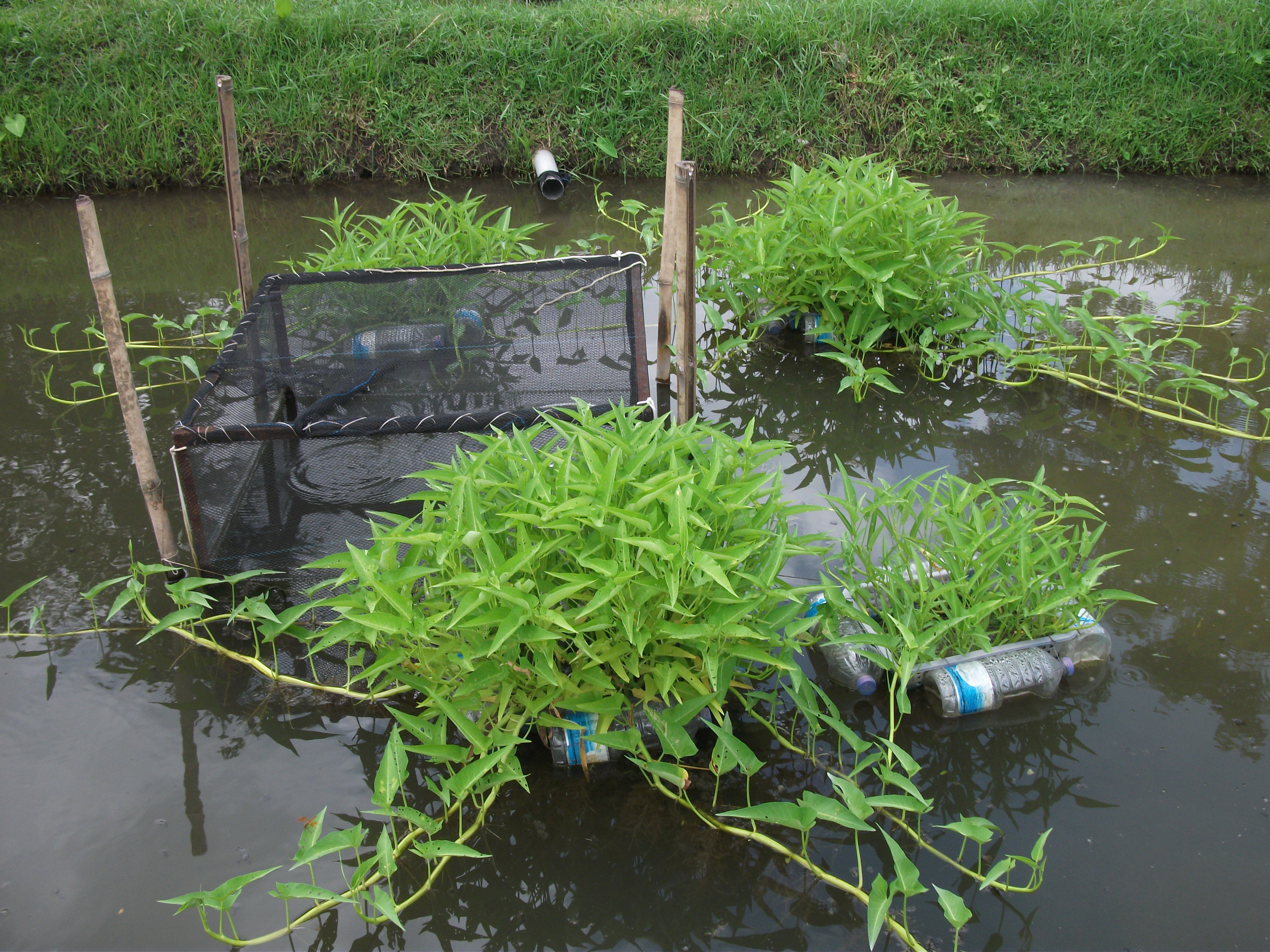
Petit élevage familial "multi-trophique" dit IMTA (Integrated Multi-trophic Aquaculture).

C'est une des réponses se voulant durable à la surpêche, et à une demande sociale croissante de « produits bios ».
Une de ses formes les plus sophistiquées pourrait être l'« aquaculture intégrée à plusieurs niveaux trophiques » qui peut se faire sur une structure dédiée, ou sous une plate-forme offshore multi-usages (POMU).

## Histoire, dans le monde
Cette forme d'aquaculture croît rapidement depuis la fin des années 1990.
Le contenu des labels d'aquaculture biologique (ou de projet de label dans certains pays) a évolué depuis les années 1990, sous l'égide notamment de la FAO, d'organismes de certificateurs et de groupes de producteurs et d'un groupe de travail de l'IFOAM consacré à l'aquaculture et à la pêche.

## Espèces concernées
L'aquaculture bio concerne pour le moment quelques espèces de poissons, quelques crustacés et de petites productions de mollusques (animaux filtreurs ou brouteurs), mais une réflexion est en cours pour élargir le nombre de mollusques / coquillages d'élevage pouvant être labellisés, sachant que « Les produits de la chasse et de la pêche d’espèces sauvages ne sont pas considérés comme relevant du mode de production biologique »).
Le poisson « sauvage » ne devrait pas être confondu avec le poisson bio, mais une certaine confusion existe souvent chez le consommateur qui comprend mal comment se fait la certification bio pour les poissons.
Il y a eu des débats pour une possible certification des poissons sauvage, souhaitée par certains producteurs-pêcheurs qui craignent de perdre des marchés face à un certain engouement pour les produits bio, mais les États et grands organismes, y sont plutôt réticents (on ignore ce qu'a mangé le poisson sauvage, qui peut être très « propre », ou significativement pollués selon les endroits où il a vécu).
Parmi les principales espèces élevées sous le label bio ou un label équivalent, on trouve surtout des salmonidés (truite et saumon), mais aussi le bar, la daurade, la carpe et l'esturgeon (et son caviar). Au début du XXIe siècle, plusieurs définitions coexistaient (FAO et IFOAM).

## Les cahiers des charges
Ils diffèrent selon les pays (par exemple la distance minimale entre cages d'élevage bio et non bio varie de 25 à 5 000 m selon les pays, les colorants sont ou non interdits ou limités au carapaces de crevette, les densités de poissons à ne pas dépasser peuvent aussi varier.
Le contenu des labels devrait évoluer avec la connaissance scientifique. La « Soil Association » autorise l'usage de levures pour doper le développement des ovules, mais il existe des questions encore sans réponse, concernant par exemple le bien-être animal. Le pisciculteur peut-il tenir compte des instincts migrateurs de certaines espèces et des interactions inter-individuelles au sein d'un groupe pour une espèce grégaire ? Comment imaginer ou gérer un certain recyclage ou une épuration de l'eau pour les élevages de pleine mer ? (avec des pompes ? des filtres ? du matériel à terre ?…) Quelle alternative à l'éclairage artificiel de nuit ou jour et nuit actuellement utilisé pour accélérer la maturation des morues juvéniles, ?).
Les cahiers des charges ont pour la plupart en commun d'imposer un élevage relativement extensif, limitant fortement ses impacts négatifs sur l'environnement, utilisant des aliments bio (hormis pour les coquillages), sans OGM ni acides aminés de synthèse, respectant la reproduction naturelle, et réduisant le recours aux produits vétérinaires dans la mesure du possible (au profit d'immuno-stimulants et probiotiques, naturels… et avec une préférence pour la polyculture a priori plus équilibrée).
Les processus de certification varient (il y avait en 2003 dans le monde 30 agences de certification non gouvernementales, dont 18 en Europe). Un sondage donnait au début des années 2000 56 % de consommateurs prêt à payer un surcoût de plus de 15 % pour des produits biologiques, et 33 % prêts à payer au max. 15 %. Pour le saumon, le surcoût peut aller bien au-delà de 100 %.

## En Europe
Les définitions, normes et critères concernant les « animaux d'aquaculture » et « les algues marines » ont fait l'objet d'un lent travail d'harmonisation depuis le début des années 1990, sous l'égide de la DGPÊCHE et en France sur la base d'un cahier des charges.
Ce travail a porté sur des principes communs, l'étiquetage, la zootechnie (choix du site, degré de naturalité des conditions d'élevage, alimentation, choix des espèces, bien-être animal, jusqu'à l'abattage.
Dans l'Union, ces produits doivent répondre à des principes & critères de gestion durable, de respect des équilibres naturels et de la biodiversité. Ils doivent être de haute qualité et leur obtention ne doit pas nuire à l'environnement, à la santé humaine, à la santé des végétaux, des animaux ou à leur bien-être.
En 2002, la Commission européenne a retenu 3 priorités stratégiques pour l'aquaculture :
1. emploi durable, notamment dans les zones dépendantes de la pêche, où les stocks de poisson sont surexploités.
2. offre en « produits sains, sûrs et de bonne qualité » répondant à des normes sanitaires et de bien-être des animaux rigoureuses ;
3. développement d'une industrie sans risque pour l'environnement ;

Comme dans la PAC (Politique agricole commune), le FEP intègre peu à peu des critères d'écoéligibilité et des mesures favorisant l'aquaculture. Un article spécifique soutient les mesures aqua-environnementales (équivalent marin des mesures agrienvironnementales, et notamment l'aquaculture biologique.
Une plateforme de technologie et d'innovation de l'aquaculture européenne a été créée, mais le caractère durable de la pisciculture reste discuté en raison de ses besoins en pêche minotière et de ses impacts.
En 2009, la Commission a produit une communication sur le développement durable de l’aquaculture européenne.
En 2010, le Parlement européen (PE) devenu dans le cadre du traité de Lisbonne co-législateur dans le domaine de l’aquaculture, a voté une résolution visant « un nouvel élan à la stratégie pour le développement durable de l’aquaculture européenne », il y regrette le manque de cadre normatif et harmonisé pour l'aquaculture et demande à la commission de réserver une part des financements européens pour la pêche (FEP) à ce secteur, d'éviter les conflits entre aquaculture, environnement et d'autres activités (tourisme, agriculture, pêche côtière). Il propose aussi un plan de gestion des cormorans.
Parmi les considérants, le Parlement plaide pour une « aquaculture durable et biologique », estime « que les installations aquacoles qui entraînent un appauvrissement des stocks de poissons sauvages ou polluent les eaux côtières doivent être considérées comme non durables et que l'aquaculture européenne devrait donner la priorité aux espèces herbivores et aux espèces carnivores qui peuvent se nourrir avec des quantités réduites de farines et d'huiles de poisson » ; demande une baisse du « coefficient alimentaire de protéines capturées à l'état naturel par rapport à la production » ; rappelle que trop de stocks sauvages de poissons sont surexploités, « et que l'aquaculture devrait donc, à l'avenir, se concentrer davantage sur les espèces herbivores et les espèces ichtyophages qui peuvent donner lieu à une baisse significative du coefficient alimentaire » ; ce qui nécessite « des critères rigoureux et transparents en ce qui concerne la qualité et la traçabilité des produits (…) d'améliorer l'alimentation des poissons ainsi que d'établir et de renforcer des critères d'étiquetage applicables aux produits aquacoles de qualité et aux produits de l'aquaculture biologique ». Le parlement souhaite que l'Europe fasse un « objectif prioritaire » de l'éco-certification des produits aquacoles pour « encourager une exploitation des ressources aquatiques vivantes qui ménage l'environnement et s'inscrive dans le cadre d'un développement durable tenant compte des aspects environnementaux, économiques et sociaux, dans le respect des principes établis par le code de conduite pour une pêche responsable et les futures directives de la FAO », avec un « étiquetage écologique européen des produits de la pêche et de l'aquaculture conforme à la réglementation communautaire (…) », en veillant à ce « que la densité des exploitations aquacoles ne nuise pas à l'état naturel ou à la viabilité des populations sauvages, des écosystèmes marins et de la biodiversité dans son ensemble », et en instaurant une aide pour « indemniser les dégâts provoqués par des animaux légalement protégés », tout en évaluant la traçabilité des produits et les incidences environnementales de l'aquaculture (cf notamment directive sur l'évaluation des incidences sur l'environnement (EIE)) et en « donnant la préférence aux meilleures pratiques environnementales ». Le parlement demande à la Commission de rapidement proposer un règlement unique rassemblant toutes les dispositions de l’UE pour l'aquaculture.
Pour les coquillages, dans le monde, l'opportunité d'une certification est encore en débat. L’intérêt semble plus évident en polyculture (en association avec algues et saumons par exemple), mais la traçabilité de l'alimentation des coquillages n’aurait pas le sens qu’elle a pour les élevages animaux terrestres ou en cage. Les impacts écopaysagers de l’aquaculture sont encore mal cernés, de même que pour certains modes de production et de désinfection, ou pour les impacts du dragage ou de techniques de reproduction de type triploïdie…).
Localement des oiseaux (eiders ou huîtrier pie par exemple) exercent une prédation significative sur certaines conchylicultures), mais la « Soil Association »' n'autorise pas les filets de protection.

### En Belgique
Dans le cadre de la planification de l'exploitation des ressources marines et sous-marines du pays, le gouvernement belge a produit en 2013 un plan spatialisé qui réserve des espaces significatifs à l'aquaculture durable en mer, y compris sur des structures immergées qui pourraient être accrochées entre les supports d'éoliennes en mer où les « monocultures » seront interdites). Ces structures pourront avoir un effet « récif artificiel » et attractif pour les poissons, également favorable à un accroissement de la biomasse animale et végétale, ainsi qu'à l'épuration de l'eau.

### En France
Un « Cahier des charges » national, homologué en 2007 par Arrêté interministériel, encadre le mode de production et de préparation biologiques des « espèces aquacoles et leurs dérivés ».
Il précise le cadre d'une production soutenable, les garanties de maintien maximal du bien-être animal par la prévention, la limitation des densités et par la prise « en compte non seulement les besoins physiologiques des animaux mais également des contraintes éthologiques ».
L'éleveur doit choisir des « races et souches bien adaptées aux conditions de leur milieu en préservant et gérant la diversité génétique (pas de clones), il est donc important de conserver une part de géniteurs issus du milieu naturel ». Les comportements fondamentaux des animaux ne doivent pas être modifiés par les « objectifs de sélection ».
Les animaux doivent disposer d'une eau de qualité ; propre (pas de migration de polluants, et notamment pas de peinture antifouling), assez oxygénée (mais l'oxygène liquide est interdit, et l'oxygénation mécanique n'est autorisée que dans quelques cas ; réchauffement de l'eau, chute de pression atmosphérique, pollution accidentelle en amont, crue d'orage, ou pour préserver la survie du cheptel).
Une température, un pH, un espace vital suffisant (longueur, largeur, profondeur, volume), une alimentation et un éclairage correspondant aux besoins des animaux sont requis, de même que l'accès au soleil et à l'ombre. L'éleveur doit - tant que possible - respecter le comportement spécifique des espèces qu'il élève, à chaque âge.
Tout élevage bio doit constamment chercher à limiter ses impacts sur l'environnement. Les aliments doivent provenir de l'agriculture biologique et/ou être des produits n'ayant subi aucun traitement chimique lors de leur stockage et transformation. Tout produits complémentaires doit être autorisés par arrêté interministériel.
Les poissons OGM sont interdits dans cette filière et le « recours aux OGM, aux produits obtenus à partir d'OGM ou par des OGM (dérivés d'OGM), est exclu à tous les stades : génétique, alimentation, intrants, préparation ».
L'utilisation d'eaux réchauffées par le refroidissement d'installation industrielles urbaines, thermiques ou nucléaires est interdite.
Traçabilité : Le cahier des charges homologué en France précise les moyens obligatoires de traçabilité :
- enregistrement de tout mouvement (entrées et sorties ; ventes / mortalités) et de chaque lot, « à tous les stades de la production ».
- identification de chaque poisson entiers destinés au marché par une « bague inviolable »[5].
- Les autres animaux vendus pour la préparation et les filets de poisson sont tracés par une « identification collective inviolable », avant mise en caisse (à fermeture inviolable) et après chaque opération.
- Le n° de lot et n° de série permettent d'identifier l'éleveur et/ou de l'abattoir, le produit qui doit être identique à celui du cahier d'élevage, la date d'abattage et/ou du pré-emballage, le poids.
- Les crevettes doivent arriver à l'étal en emballage d'origine scellé et étiqueté où elles seront présentées avec le N° du lot de crevettes (⇒ étiquette d'origine) en présence d'un « visuel du produit sur l'emballage ou la PLV présente sur l'étal de vente ».
- Au moment de la 1re transformation le poisson ne doit pas avoir été abattu depuis plus de 72 heures.

Alimentation : Toute installations d'élevage aquacole « bio » doit en France respecter des caractéristiques obligatoires minimales pour l'alimentation des animaux ; Pour préserver le renouvellement des espèces et les écosystèmes marins, la pisciculture ou crevetticulture bio doivent
- limiter les farines de poissons et le « poisson-fourrage »[note 2] (éventuellement pollué[23]) donnés aux organismes piscivores ou carnivores (salmonidés, bar, daurade, crevettes…) et pour cela intégrer des aliments (notamment protéiques) d'origine végétale à raison de :
  - 30 % pour les poissons d'élevage (en phase de grossissement) ;
  - 10 % pour les crevettes (phase PL20 à PL50) ;
  - 30 % pour les crevettes (au-delà du stade PL50)
- Les produits carnés, de farines de viande et d’os issus d’animaux terrestres sont interdits (même si issus d'une production biologique), mais d'autres ingrédients d'origine animale sont autorisés si provenant de l'agriculture biologique. Aux États-Unis, un groupe de travail créé par l'USDA a proposé que les farines de poissons doivent venir d'une pêche certifiée durable (labellisée MSC par exemple).
- Les poissons omnivores ou herbivores (poisson-chat, tilapia peuvent plus facilement être nourris avec des aliments végétaux issus de l'agriculture bio[24] d'origine végétale.
- Les levures sont autorisées, à certaines conditions, issuse de microorganismes tels que des levures de type Saccharomyces cerevisiae[25] ou Candida utilis, riche en protéines et en acides aminés libres, et déjà couramment utilisée en alimentation animale, notamment testée respectivement chez la truite[25] ou chez le Tilapia d'élevage[26]), sachant que cette levure est assez facile à cultiver et peut faire l'objet d'une production "biologique".
- Les taux de PCB de la nourriture ne doivent pas dépasser :
  - 2 ppm/kg pour les PCB (à un taux d'humidité de 12 %) ;
  - 10 ppm/kg pour le plomb (à un taux d'humidité de 12 %) ;
  - 2 ppm/kg pour le cadmium (à un taux d'humidité de 12 %) ;
  - 0,5 ppm/kg pour le mercure (à un taux d'humidité de 12 %).
- Quelques sels minéraux et additifs sont autorisés (précisés dans le cahier des charges)

Les larves d'élevages extensifs en eau douce, en écloserie et les juvéniles uniquement peuvent être nourries de proies vivantes venant d'élevages extérieurs au milieu d'élevage, sinon, ce sont les proies naturellement présentes dans les étangs qui doivent nourrir les adultes).
- Le cahier des charges rappelle aussi la « liste des ingrédients et des auxiliaires technologiques autorisés dans la préparation des denrées alimentaires de production biologique »[5].

Soins et médicaments vétérinaires et Prophylactique ;
- ils sont fortement réglementés[5].

Conditions d'élevage (et de conversion au bio)
- L'élevage de toutes les espèces aquatiques d'un même élevage certifié bio doit « être conduit selon le mode de production biologique », sauf pour des espèces non couvertes par le cahier des charges ou si les sites de production et les bâtiments de stockage sont clairement séparés (hormis « dans les cas d'association avec des coquillages pour lesquels il n'y a aucun apport d'intrants spécifiques »), ou au moment de la « conversion au bio », et uniquement durant « le temps de la rotation de l'ensemble des lots en cours », et une différence d'au moins 2 mois d’âge entre les lots « bio » et non bio est alors obligatoire[5] pour éviter tout risque de confusion et faciliter les contrôles. 
Si en étang, bassins en terre, marais et lacs exclusivement utilisés pour la pisciculture, la période de conversion n'est que de 12 mois durant lesquels l'éleveur ne doit utiliser que des intrants respectant le mode de production biologique[12], en milieux ouverts (estuaire, pleine mer…), la période de conversion est alignée sur la durée d’élevage de chaque espèce selon les règles de la production biologique[5]. Pour la crevetticulture bio, la conversion pour un bassin d'élevage est d'au moins 6 mois (ou plus si l'organisme de contrôle l'estime nécessaire au vu des analyses) avant ensemencement (incluant un assec de 15 jours), « avec ou sans production ».
- Les poissons stériles triploïdes (3 n) ne pouvant se reproduire dans l'environnement naturel sont autorisés ; ils peuvent être obtenus par choc thermique ou par choc de pression sur les œufs après fécondation[27].
- Par contre, la production de poissons ou de lots de poissons mono-sexe femelle (diploïdes) par exposition à des hormones féminisantes exogènes (hormones d'inversion sexuelle)[28] est interdite[5].
- Les élevages de crevettes, pour constitution et/ou renouveler leur cheptel pour durant la vie de l'élevage et doivent chercher à utiliser des géniteurs "domestiqués" (issus d'élevage) plutôt que prélevés dans la nature, et dans ce dernier cas assurer une mise en quarantaine sanitaire. Après 3 ans, plus de 50 % des géniteurs doivent être issus de l'élevage, et les géniteurs sauvages doivent provenir d'« une pêche en période légale et gérée par un système de quota »[5].

Après abattage,
- Le cahier des charges précise les pratiques autorisées de « Manipulation, transport, abattage », avec des critères spécifiques pour les poissons d'étang, les salmonidés élevés en eau douce et en eau marine, le bar, la daurade, le maigre, le turbot, le cabillaud et les crevettes pénéides et Macrobrachium (chevrettes)[5].
- la glace qui conserve le poisson ne doit être faite qu'avec de l'eau potable[note 3], et donc sans ajout d'ammoniaque[5].
- Les polyphosphates sont interdits et le fumage ne peut être fait qu'« avec du bois sans traitement et excluant les résineux », La température des générateurs de fumée doit être inférieure à 450 °C et le taux de benzopyrène du produit fini ne doit pas excéder 1 µg/kg (y compris éventuelle contamination antérieure de l'aliment). la fumée liquide n'est pas autorisée[5].
- la traçabilité doit être complète (voir ci-dessus).

Contrôles : Le certificateur vérifie lors de l'habilitation et lors de ses inspections ultérieures que le lieu et l'histoire du site retenu pour l'élevage sont conformes au projet (site non pollué) et à la loi (autorisation d'implantation, d'activité, études d'impact, arrêtés…).

Il vérifie aussi que les valeurs de contrôle de qualité des eaux soient conformes à la législation ou à d'éventuelles prescriptions administratives. l'opérateur doit conduire une évaluation environnementale complémentaire, incluant l'état du site et de son contexte environnemental, hors production, au démarrage de son activité certifiée biologique pour connaître l'état du site et de son environnement.

Les piscicultures doivent prendre en compte la capacité auto épuratrice du milieu et prévoir une gestion des effluents d'élevage. Elles doivent être installées dans un « bassin versant ou espace aquatique faiblement exposé aux risques de pollution inhérents aux activités urbaines, industrielles, piscicoles non biologiques et agricoles intensives ». En milieu ouvert (mer, estuaire), les élevages biologique doivent être éloignés d'éventuels autres élevages « conduits en conventionnel » et en rivière ou sur une chaine d'étangs, les élevages « bio » doivent être « systématiquement en amont des élevages conventionnels » (les étangs extensivement exploités en ou non exploités ne sont pas concernés dans ce cas). 
La crevetticulture bio ne peut être implantée hors de zones agricoles ou aquacoles saumâtre et jamais sur des zones humides naturelles, hormis pour un éleveurs usant de zones humides saumâtres traditionnellement consacrées à l'élevage de poissons ou de coquillages ou de marais salants). Une autorisation administrative est toujours nécessaire, conditionnée à une évaluation environnementale conforme études d'impacts sur l'environnement, tels que définies par l'UE ou l'OCDE.

## Perspectives, Recherche et développement
Selon une estimation faite en 2002, si la croissance actuelle de la pisciculture bio se poursuit au même rythme, elle pourrait produire en 2030 environ 1,2 million de tonnes de poisson bio par an, à certaines conditions.
- Elle doit trouver de nouveaux aliments certifiés bios, car au début des années 2000, la première difficulté des pisciculteurs "bio" est de se fournir en aliments bio, riches en protéines et digestes pour les poissons ou crevette[2],[30]. Au début des années 2000, la nourriture animale représentait plus de 50 % des dépenses des pisciculture non bio, et plus encore pour les bio (hors piscicultures très extensive). Ce coût correspondent à l'achat d'aliments, et la part des ingrédients protéinés est dominante dans le coût des aliments[31]. Des farines végétales très protéiques à base de lupins étaient déjà utilisées par certains pisciculteurs il y a près d'un siècle et les farines issues du traitement du poisson ou des « pêches accessoires » sont de plus en plus utilisées, mais peuvent contenir divers polluants et contribuent à la surpêche en amont.
- Elle doit trouver et faire valider des alternatives végétales (oléagineux, protéagineux, farines de lupins « doux » à très faible teneur en alcaloïdes…) ou issues de cultures de levures, microorganismes zooplanctoniques (copépodes, daphnies…) ou autre (insectes ou autres invertébrés) sont quelques perspectives d'avenir essentielles pour la pisciculture bio (ou non bio) pour des raisons éthiques ou économiques, mais aussi parce que les protéines de poisson issues de la pêche sont une ressource finie et de plus en plus coûteuse[32],[33] (FAO, 2004). 
Néanmoins, la digestibilité et la qualité (ex teneur en certains acides aminés[34]) de ces aliments piscicoles alternatifs d'origine végétale[35] doivent être soigneusement testées dans la durée et pour différentes espèces de poissons ou crustacés en vérifiant qu'ils ne dégradent pas la qualité de l'eau (ce qui implique des formes peu solubles de l'azote et du phosphore), qu'il se prêtent à la granulation, qu'ils puissent être facilement manipulés et stockés, et que la croissance et la santé des poissons n'en sont pas affectées (Hardy et Tacon, 2002). C'est le soja qui est pour le moment le plus utilisé en pisciculture intensive[36] en raison d'un équilibre intéressant entre protéines et acides aminés[36], mais comme d'autres protéines végétales alternatives, il est mal assimilé par les poissons carnivores ou piscivores (par rapport aux protéines animales), en raison de facteurs anti-nutritionnels pour les poissons[37]. À titre d'exemple, chez les juvéniles de cobia (Rachycentron canadum). au-delà de 50 % de protéines végétales dans le régime alimentaires, des effets préjudiciables apparaissent sur la croissance, mais au moins 25 % des protéines alimentaires peuvent être fournies par des végétaux issus de l'agriculture bio (pour cette espèce).
- elle doit encore minimiser ses impacts, par exemple par le développement de circuits fermés où l'eau est recyclée, à rejets plus faibles mais plus concentrés et donc plus faciles à traiter, par exemple par « lagunage à haut rendement algal » (LHR), a priori bien adapté aux effluents piscicoles, pauvres en particules mais riches en substances organiques dissoutes, et en azote et phosphore inorganique solubilisés[38]. Les boues (eaux résiduaires et excreta) issues des élevages sont utilisées depuis des millénaires en Asie, mais doivent cependant être utilisé avec certaines précautions[39]

## Enjeux
Ils portent sur
- la production durable de protéines animales, en diminuant la pression sur les stocks halieutiques sauvages reconnus comme surexploités pour beaucoup d'entre eux ;
- la sécurité alimentaire (l'aquaculture biologique semble pouvoir intéresser de nombreux pays tropicaux, dont pauvres ou en émergence) ;
- le maintien d'emplois liés aux filières halieutiques ;
- L'aquaculture extensive en rivière et étangs doit aussi en France s'inscrire dans les SAGE (Schémas d'aménagement et de gestion des eaux) et être compatible avec la Trame bleue qui depuis le Grenelle de la mer, les Lois Grenelle 1 et Grenelle 2 déclinent la trame verte et bleue nationale sur les cours d'eau, par exemple avec le soutien des agences de l'eau, de l'ONEMA et des parcs naturels marins.

## Économie, statistiques
C'est une forme d'aquaculture récente, qui fait l'objet de recherches et de soutien dans un nombre croissant de pays qui ne représente encore qu'une infime part des produits vendus par les filières halieutiques.
De 2000 à 2010 elle était encore une très petite niche économique dans le vaste marché aquacole lui-même en très forte croissance ; moins de 0,1 % de l'aquaculture mondiale était certifiée bio en 2005), mais la demande et l'offre se développent dans de nombreux pays.
À titre d'indication, on a estimé que la production mondiale de poisson certifié bio a en 2003 dépassé 25 000 t (dont 14 000 t en Europe), pour une valeur d'environ 70 millions d’euros.

## Espèces faisant l'objet d'aquaculture
Liste incomplète
- Crevette
- Moule
- Saumon
- Truite, truite saumonée
- Daurade[42]
- Loup[42]
- Turbot
- Esturgeon
- Maigre

### Aquaculture intégrant plusieurs réseaux trophiques IMTA (Integrated multi-trophic aquaculture) en mer
L'un des exemples les plus médiatisés est l'expérience canadienne interdisciplinaire conduite en baie de Fundy, pilotée par Thierry Chopin (Université du Nouveau-Brunswick et Shawn Robinson, du ministère des pêches et des océans basé à la Station biologique de St. Andrews. Elle associe des industriels, des scientifiques universitaires et le gouvernement pour un test conduit à échelle commerciale où sur un même site des cages d'élevage de Saumon atlantique, supportent aussi des moules et des cultures de kelp ;
La première phase de cette expérimentation a été financée par AquaNet (l'un des réseaux de centres d'Excellence du canada) et l'Agence de promotion Canada atlantique a financé la seconde phase. Un réseau d'acteurs consacré à l'« aquaculture multitrophique intégrée » a été créé : le "Canadian Integrated Multi‐Trophic Aquaculture Network" (CIMTAN).

### Aquaculture intégrant plusieurs réseaux trophiques IMTA (Integrated multi-trophic aquaculture) en eau douce
Selon Thierry Chopin, l'un des inventeurs de ce concept, les systèmes multitrophiques d'abord testés en aquaculture marine peuvent être aussi développés en eau douce, à condition de bien choisir les espèces à utiliser.

## Illustrations;Aquaculture multitrophiqued'eau douce

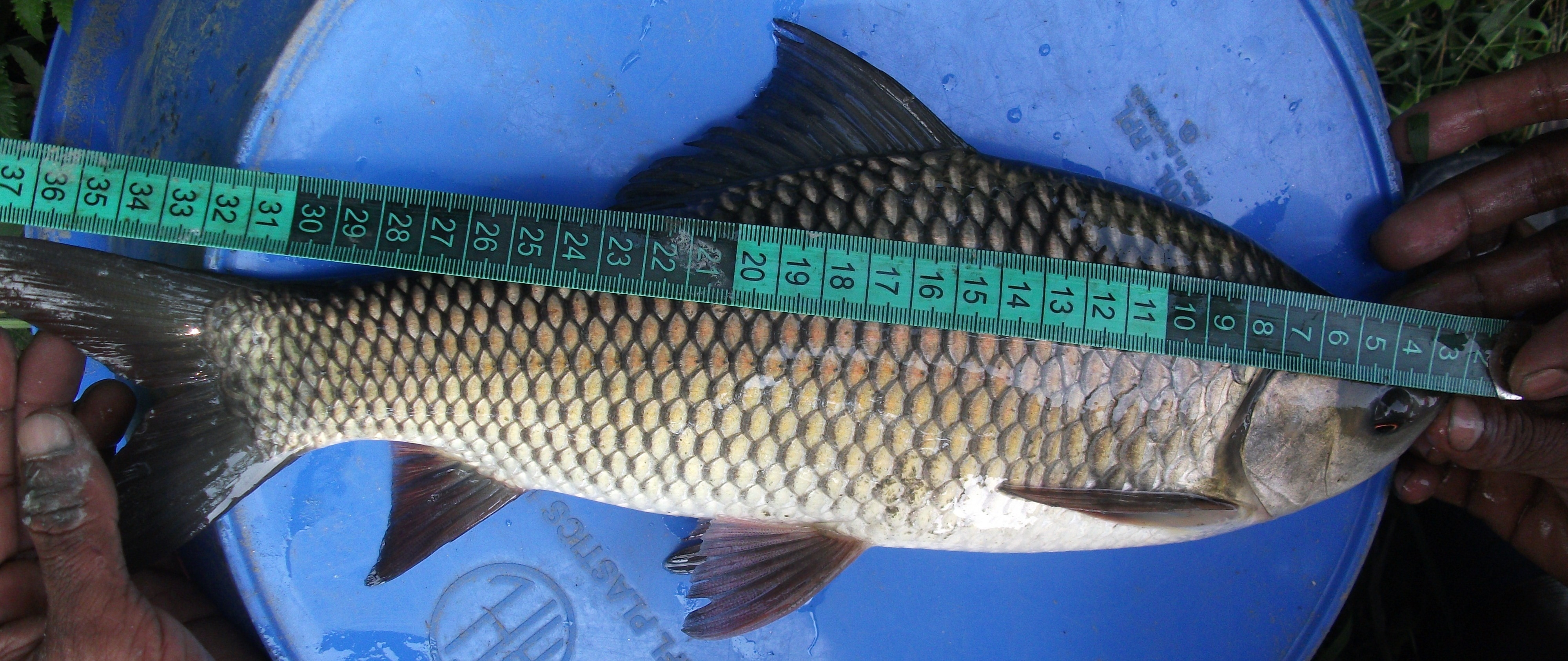
Carpe (Labeo rohita) ; élevage de type familial-IMTA
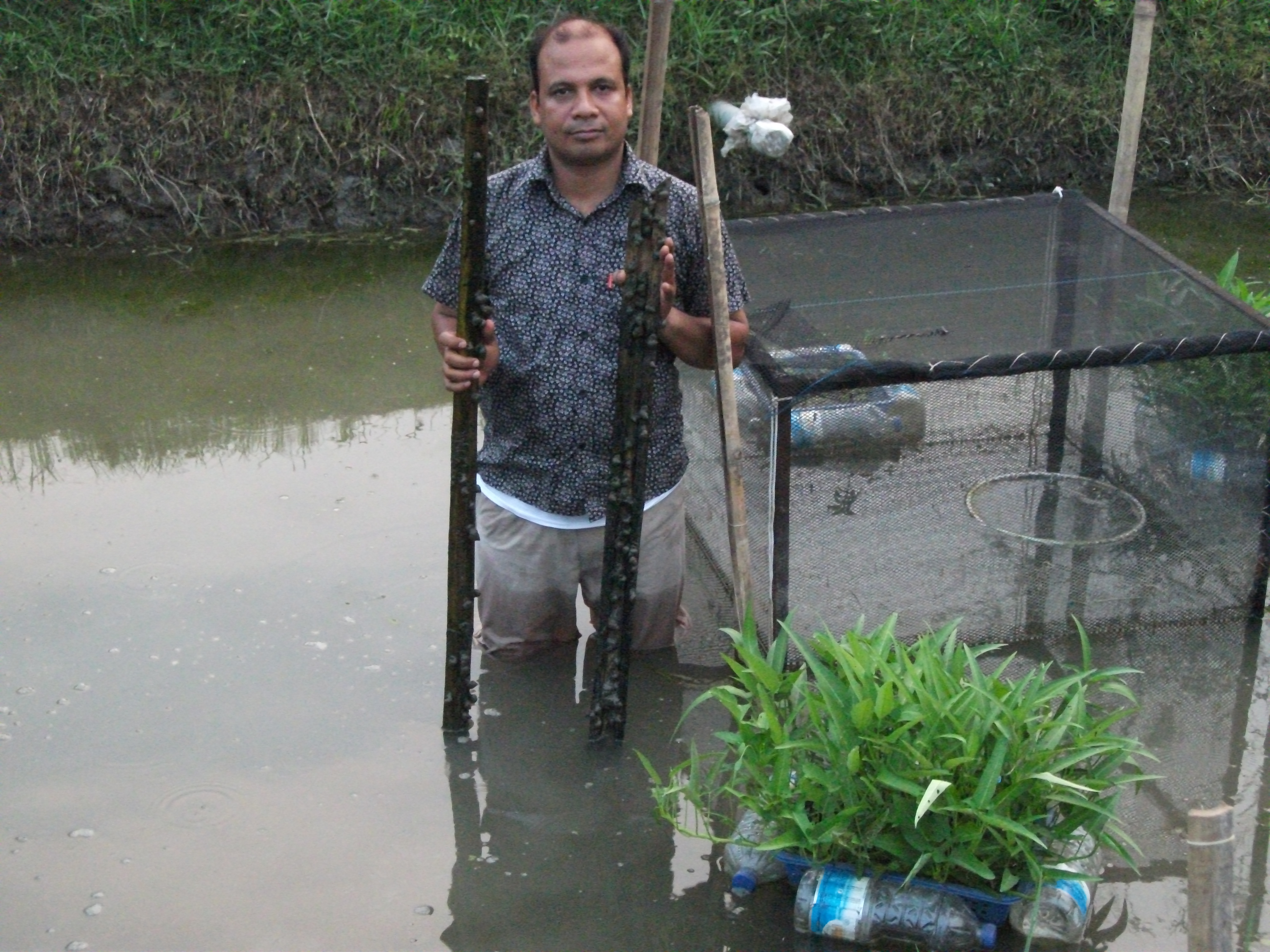
Production d'escargots sur bambous dans une mare gérée en IMTA)
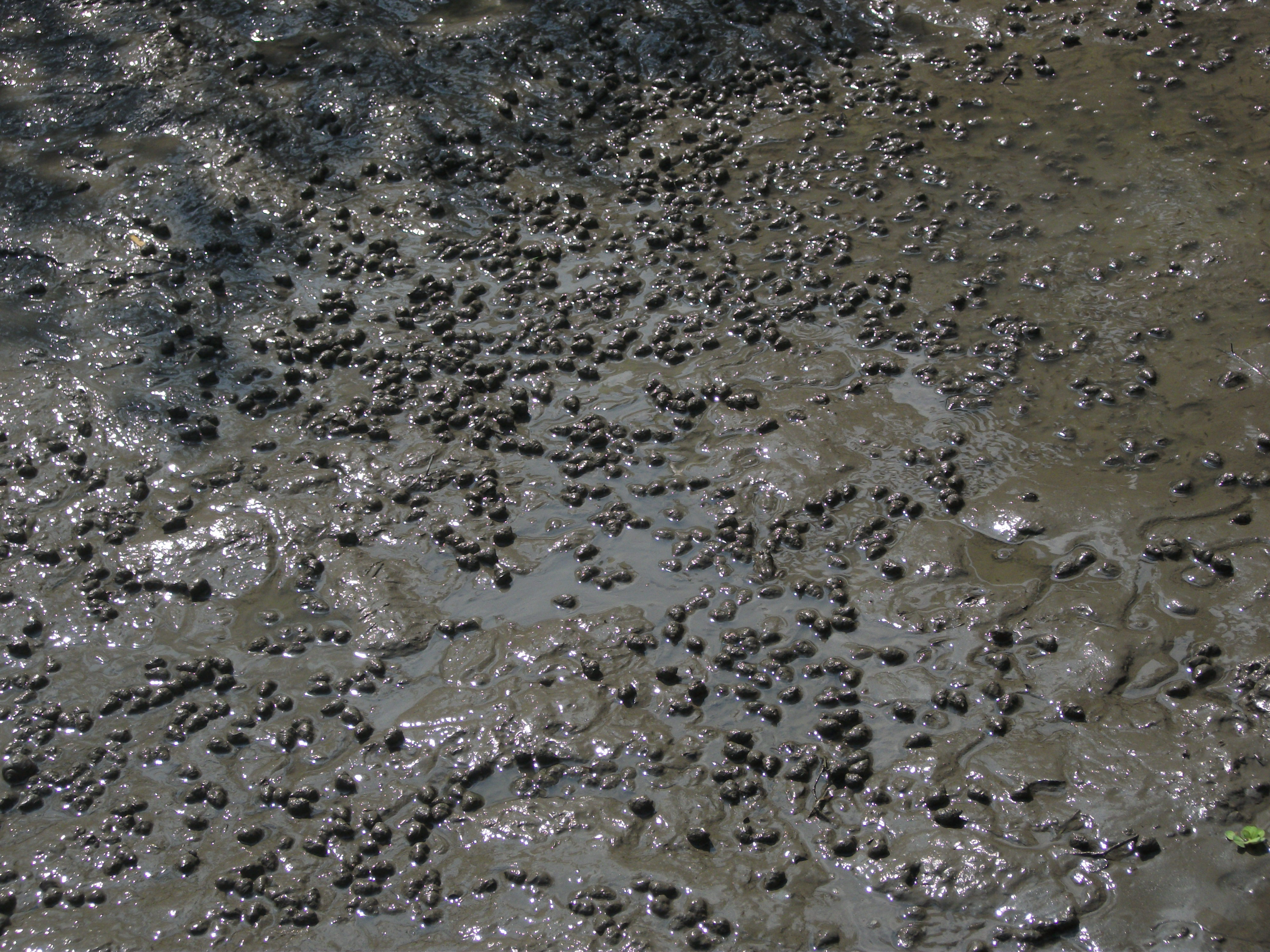
Escargots sur fond de mare gérée en IMTA
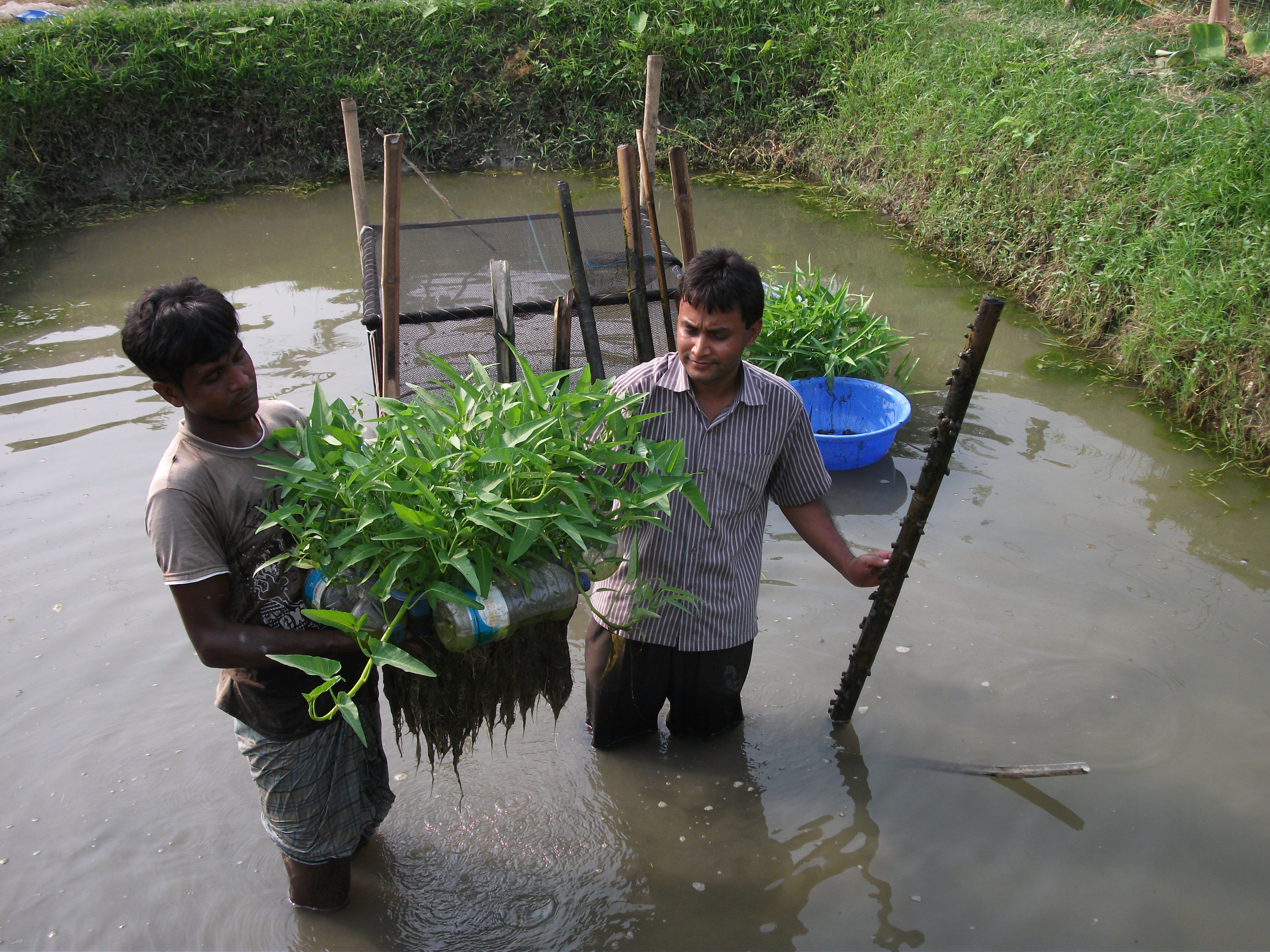
"Épinard d'eau" cultivé autour d'une cage à poisson (IMTA)
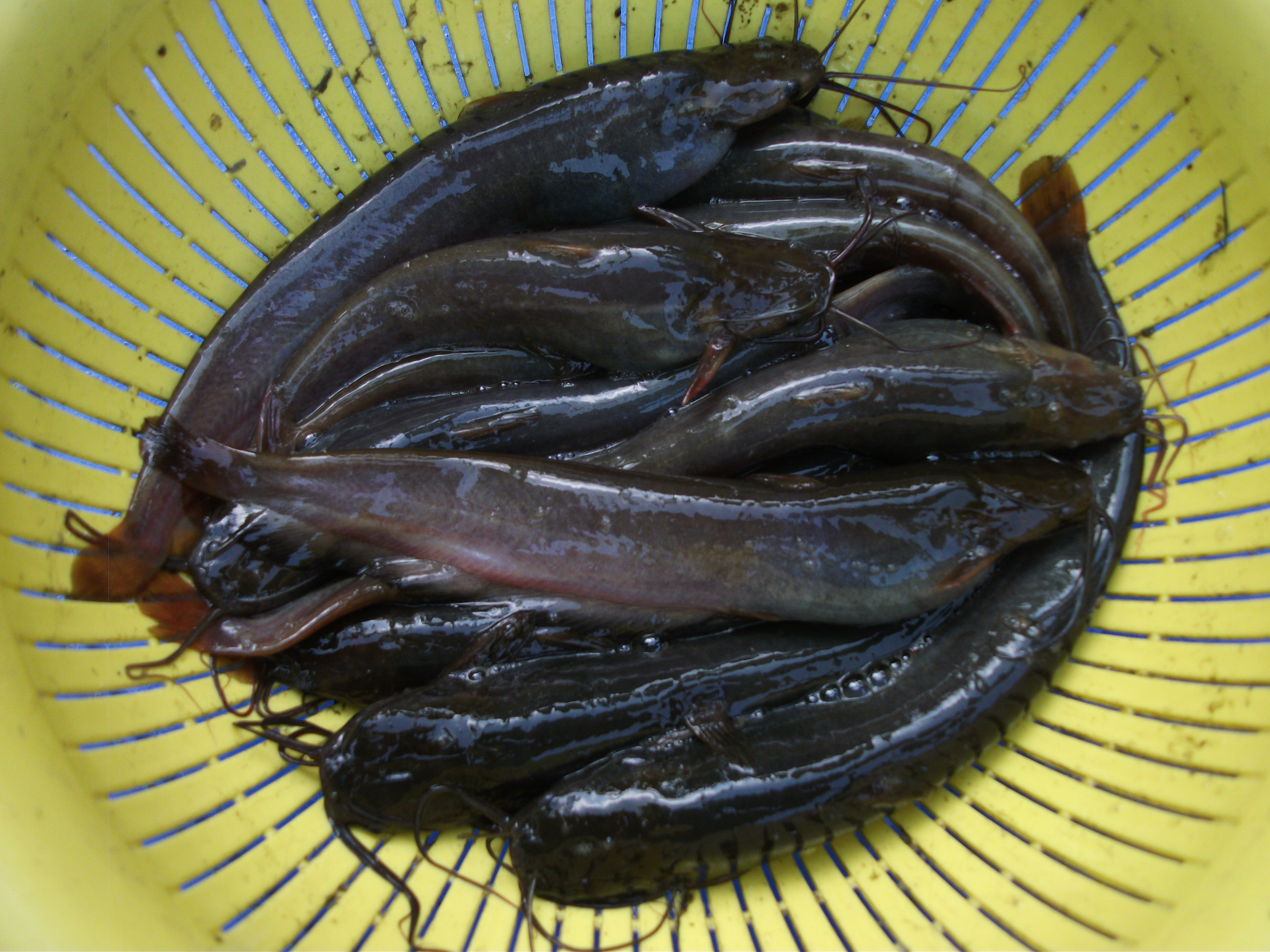
Poissons élevés en cage en IMTA